# Jan II de Baenst
Jan II de Baenst (ca 1378 - ca. 1460-1462) was lid van een middeleeuwse adellijke familie in het graafschap Vlaanderen.

## Familie

stamwapen

De familie de Baenst had zich vanaf de veertiende eeuw een machtsbasis gevormd in de eerste plaats in Sluis en verder in het Brugse Vrije en op het Schelde-eiland Cadzand.
Jan II de Baenst was de oudste zoon van Jan I de Baenst en van Elisabeth Bave. Hij had als broers Antoine de Baenst, Guy I de Baenst, Jacob de Baenst en Olivier de Baenst.
Hijzelf trouwde met Anna Slyps, die al op 1 augustus 1424 stierf. Ze was de dochter van de landbaljuw van Sluis Jan Slyps. Ze hadden als kinderen onder meer:
- Jan III de Baenst, die trouwde met een dochter van Colard de Fever (+1439) en Margareta Bladelin (+1449), zus  van Pieter Bladelin,
- Catharina de Baenst, religieuze in het klooster Sint-Clara in Brugge,
- Lodewijk I de Baenst, die trouwde met Clara Losschaert,
- Isabella de Baenst, religieuze in het klooster Sint-Clara in Brugge,
- Zeger de Baenst, die trouwde met Catharina Honin,
- Bernardine de Baenst.

## Loopbaan
Jan II de Baenst doorliep een loopbaan die men als een zigzagcarrière kan bestempelen, waar de steun en het vertrouwen van de hertog evenals het gezag dat uitging van een vertegenwoordiger van een aanzienlijke familie, hem tot aanbeveling strekten voor het verkrijgen van bepaalde functies in tamelijk onrustige tijden.
Hij werd vermeld als schildknaap in een monsteringslijst van 1410. Vanaf minstens 1440 was hij ridder.
In 1420 was hij stadsontvanger in Sluis. Van 1419 tot 1428 hield hij ook de rekeningen voor de streek van Sluis bij ten behoeve van hertog Filips de Goede. Van 1422 tot 1426 was hij landsbaljuw van Sluis en van 1426 tot 1433 waterbaljuw.
In 1433 en tot in 1437 was hij hoogbaljuw van de kasselrij Veurne, in opvolging van zijn broer Antoine I de Baenst. Van 1437 tot 1439 was hij schout of baljuw van de heerlijkheid Mechelen.
Vanaf 1439 was hij baljuw van Brugge en het Brugse Vrije. Op 24 mei 1460, kort voor zijn dood, legde hij dit ambt neer omwille van zijn hoge ouderdom. Hij bleef raadsheer van de hertog van Bourgondië.
Jan II de Baenst zorgde verder voor de voornaamste bron van rijkdom van de familie, namelijk de activiteiten van indijken van polders, hetzij voor eigen rekening, hetzij voor anderen, onder meer voor abdijen en kloosters.
Met de opbrengsten verwierf hij heerlijkheden, zoals Ter Walle in Oostkamp, Sint-Joris en De Walschen in Beernem en Lembeke in Oostkerke.
Er valt op te merken dat er nogal wat verwarring bestaat over wat aan hem toekomt en wat op rekening is te schrijven van één of zelfs twee andere Jan de Baensts, die raadslid van Brugge en schepen van het Brugse Vrije was of waren.
Ook rond de huwelijken van de hier behandelde Jan II de Baenst van Sluis bestaan er twijfels. Er werd in sommige genealogieën vermeld dat hij (voor of na zijn huwelijk met Anna Slyp) getrouwd was met een bastaarddochter uit het geslacht van de graven van Vlaanderen en zelfs dat er kinderen waren. Het blijft een raadsel wat hiervan waar is. Hij werd in de Sint-Janskerk in Sluis begraven.